# Glogovce (Lipljan)
Pour les articles homonymes, voir Glogovce.
Gllogoc en albanais et Glogovce en serbe latin (en serbe cyrillique : Глоговце) est une localité du Kosovo située dans la commune/municipalité de Lipjan/Lipljan, district de Pristina (Kosovo) ou district de Kosovo (Serbie). Selon le recensement kosovar de 2011, elle compte 1 440 habitants, dont 1 438 Albanais.

## Démographie

### Évolution historique de la population dans la localité
| 1948 | 1953 | 1961  | 1971  | 1981  | 1991  | 2011  |
| ---- | ---- | ----- | ----- | ----- | ----- | ----- |
| 691  | 795  | 1 001 | 1 291 | 1 444 | 1 516 | 1 440 |

|  |